# Um Novo Tempo (álbum de Danielle Cristina)
Um novo tempo é um álbum de estúdio da cantora gospel Danielle Cristina lançado pela Central Gospel Music em julho de 2016.[carece de fontes?]
O disco teve produção musical de Tadeu Chuff e produção vocal de Lilian Azevedo e Jairo Bonfim e possui dez faixas

## Faixas
1. Cidadão do Céu (Dedy Coutinho)
2. Promessas (Luciana Leal)
3. Meu Alto Refúgio (Dedy Coutinho & Quezia Coutinho)
4. Um Novo Tempo (Abdiel Arsenio & Alan Gomes)
5. A Tua Graça (feat. Jairo Bonfim) (Gabriela Gomes)
6. Em Ti Jesus (feat. Jozy Bonfim) (Darlene Zschech & Israel Houghton)
7. Dos Teus Pés Não Vou Sair (André Freire & Dedy Coutinho)
8. José, o Sonhador (Pr. Lucas & Pr. Samuel Silva)
9. Ele É Deus (feat. Raquel Mello) (Leila Francielle)
10. Louve ao Senhor (Dedy Coutinho)